# واسیل کولاروف
واسیل پتروف کولاروف (بلغاری: Васил Петров Коларов؛ ۱۶ ژوئیه ۱۸۷۷ – ۲۳ ژانویهٔ ۱۹۵۰) یک سیاست‌مدار کمونیست اهل بلغارستان بود که به عنوان اولین نخست وزیر جمهوری خلق بلغارستان خدمت کرد.